# یواس‌اس لامبرتون (دی‌دی-۱۱۹)
یواس‌اس لامبرتون (دی‌دی-۱۱۹) (به انگلیسی: USS Lamberton (DD-119)) یک کشتی بود که طول آن ۹۵٫۸۳ متر (۳۱۴٫۴ فوت) بود. این کشتی در سال ۱۹۱۸ ساخته شد.